# Бурдигіно
Бурди́гіно (рос. Бурдыгино) — село у складі Сорочинського міського округу Оренбурзької області, Росія.

## Населення
Населення — 773 особи (2010; 853 у 2002).
Національний склад (станом на 2002 рік):
- росіяни — 93 %